# William Cohen

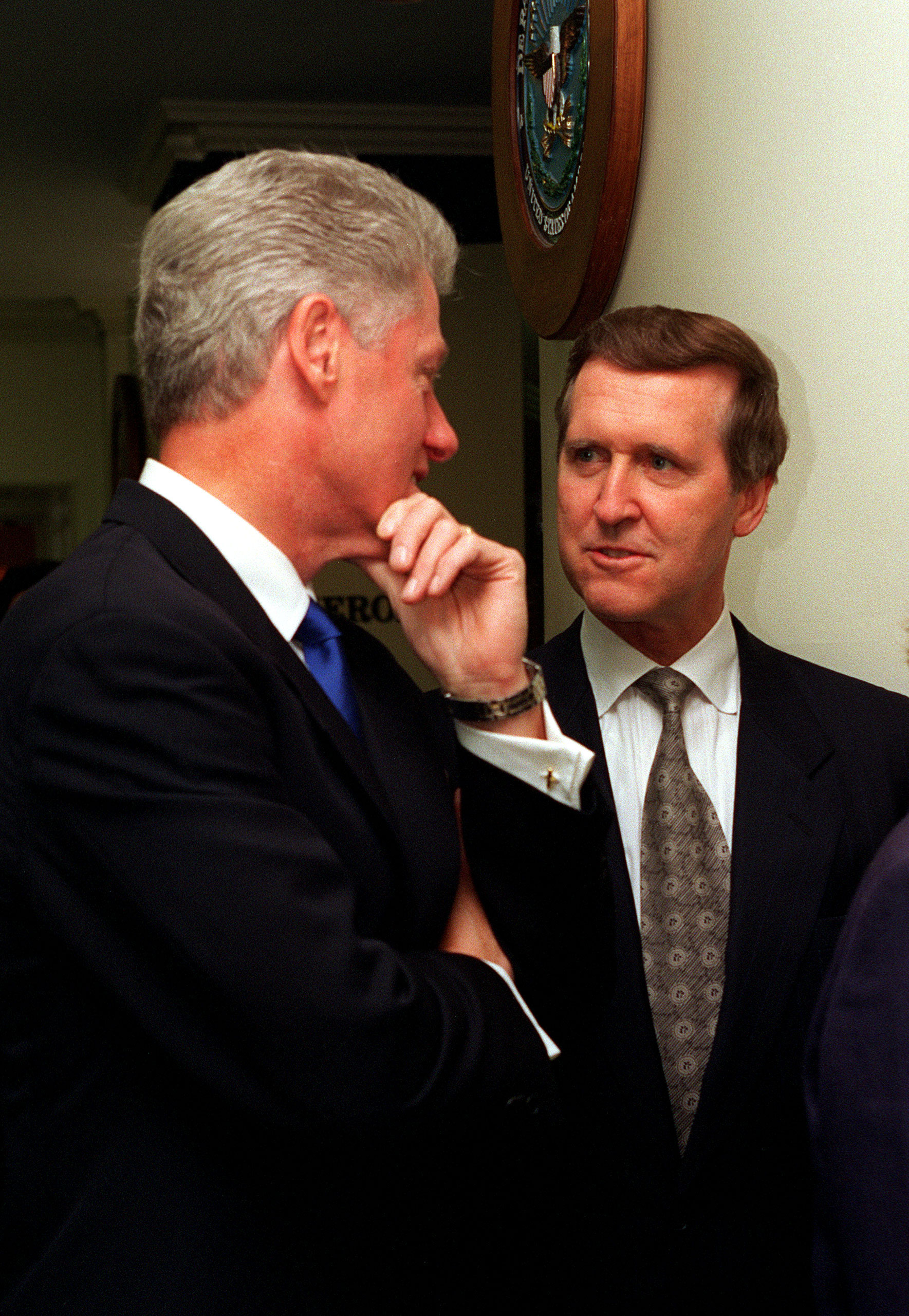
Bill Clinton e Cohen em 1997.

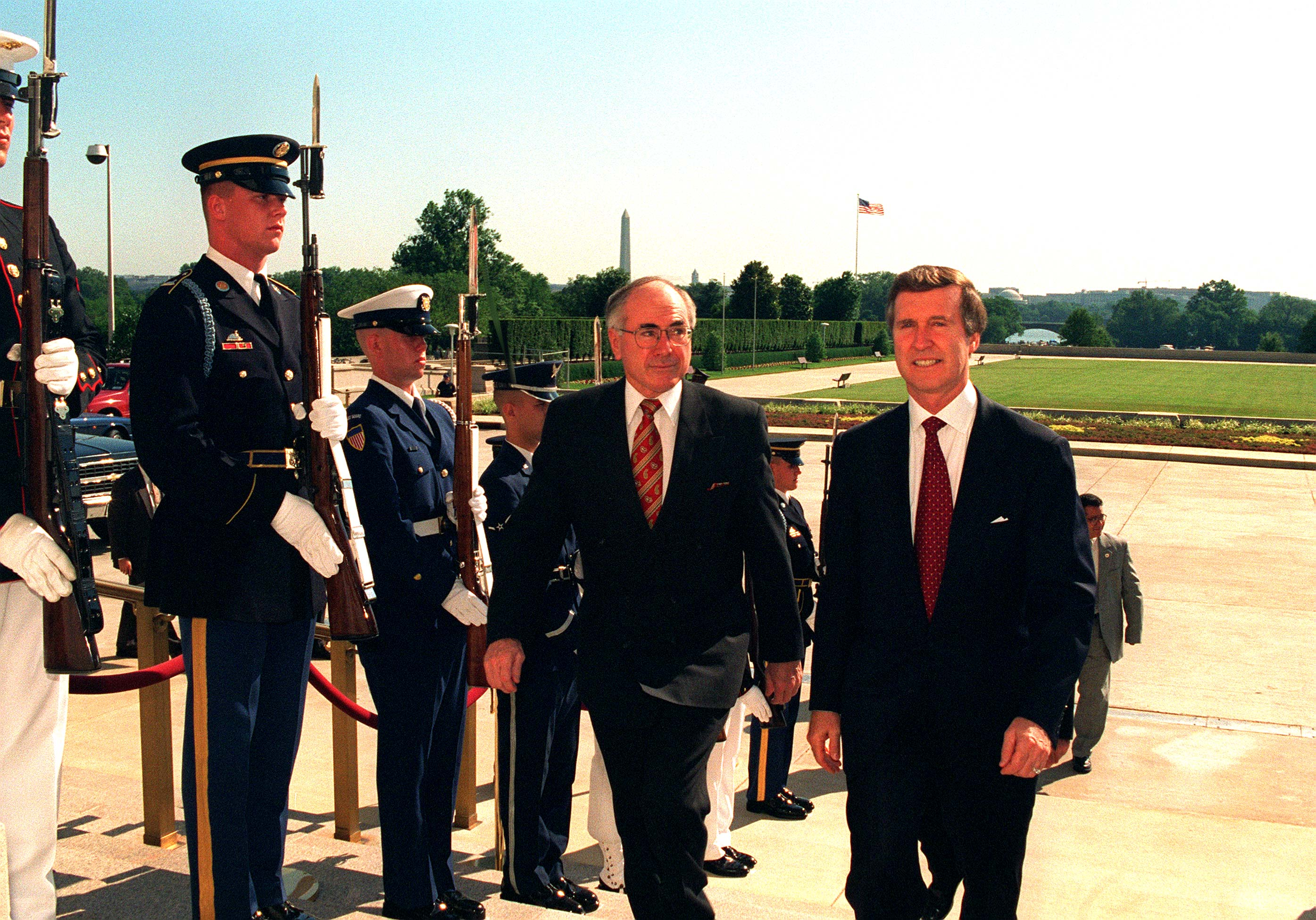
William Cohen recebendo o primeiro-ministro australiano John Howard no Pentágono.

William Sebastian Cohen (Bangor, 28 de agosto de 1940) é um advogado, escritor e político norte-americano do estado do Maine. Membro do Partido Republicano, ele serviu na Câmara dos Representantes de 1973 a 1979, como senador entre 1979 e 1993, e como 20º Secretário de Defesa dos Estados Unidos de 1997 até 2001 durante a presidência de Bill Clinton.
Descrito como "um republicano moderado do Maine, algo como um centrista independente" por David Halberstam, durante sua carreira no Congresso serviu nos comitês militares e de inteligência, majoritariamente. Cohen teve uma boa relação com o presidente Clinton e seu conselheiro de segurança nacional, Sandy Berger, e com o Estado-Maior das Forças Armadas; contudo, ele constantemente batia de frente com a Secretária de Estado Madeleine Albright, que ele afirmava ver como "uma estrela, muito franca em questões políticas e muito ansiosa para usar de força militar".
No seu período como Secretário de Defesa, ele teve que trabalhar com o governo federal para balancear o orçamento, ao mesmo tempo que queria manter a prontidão das forças armadas e modernizar os equipamentos. Apenas em 1998, 61 700 militares foram dispensados do serviço ativo e compras de novos caças F-22 e F/A-18E/F foram canceladas, além de uma nova rodada de fechamento de bases nos Estados Unidos e pelo mundo, entre 1999 e 2001. Esses cortes foram justificados como parte de adequar as forças armadas para o novo mundo pós-guerra fria entrando no século XXI. Ele também teve que lidar com questões como o papel de mulheres em combate, a política do "Don't ask, don't tell", racismo e assédio sexual nas forças armadas.
Após deixar a Secretaria de Defesa, Cohen se aposentou da política e fundou uma empresa de lobby. Ele continuou dando palestras e consultorias, dando também apoio a sua esposa, Janet Langhart, que começou uma carreira bem sucedida como autora. Apesar de ser um republicano ativo, ele endossou para presidente os democratas Hillary Clinton em 2016 e Joe Biden em 2020.